# Zăbriceni
Zăbriceni è un comune della Moldavia situato nel distretto di Edineț di 2.426 abitanti al censimento del 2004

## Località
Il comune è formato dall'insieme delle seguenti località (Popolazione 2004):
- Zăbriceni (1.230 abitanti)
- Onești (1.196 abitanti)